# Державна науково-педагогічна бібліотека України імені В. О. Сухомлинського
Державна науково-педагогічна бібліотека України імені В. О. Сухомлинського (ДНПБ) – найбільша в Україні освітянська бібліотека, провідний галузевий науковий, науково-інформаційний та науково-методичний центр держави. Підпорядкована НАПН України, входить до її Відділення філософії освіти, загальної та дошкільної педагогіки.

## Історія
Державну науково-педагогічну бібліотеку України імені В. О. Сухомлинського засновано за ініціативи та сприяння Національної академії педагогічних наук України (далі – НАПН України) 30 жовтня 1999 р. відповідно до Постанови Кабінету Міністрів України № 2018 «Про створення Державної науково-педагогічної бібліотеки України» унаслідок об’єднання двох спеціальних педагогічних бібліотек: наукової бібліотеки Інституту педагогіки НАПН України та Центральної освітянської бібліотеки Міністерства освіти України. ДНПБ є науково-дослідною установою в складі Національної академії педагогічних наук України. 5 листопада 2003 р. відповідно до розпорядження Кабінету Міністрів України № 664-р бібліотеці було присвоєно ім’я українського педагога Василя Олександровича Сухомлинського.
Першим директором бібліотеки постановою Президії АПН України від 17 листопада 1999 р. призначено кандидата історичних наук, заслуженого працівника України Павлу Іванівну Рогову. Під її керівництвом колектив бібліотеки здійснив велику роботу щодо організації фонду, капітального ремонту приміщення (вул. М. Берлинського, 9).
Із 22 січня 2015 р. відповідно до постанови Президії НАПН України очолює установу доктор педагогічних наук, професор, член-кореспондент НАПН України, заслужений діяч науки і техніки України Лариса Дмитрівна Березівська. За її очільництва колектив продовжує традиції та впроваджує інновації. Протягом 2015–2024 рр. ДНПБ утвердилася як національний лідер інформаційного забезпечення освіти, педагогіки, психології незалежної України.

## Мета діяльності
Метою діяльності ДНПБ як наукової установи загальнодержавного рівня та спеціальної книгозбірні є проведення наукових досліджень із питань галузевого бібліотекознавства, бібліографознавства, книгознавства, інформаційної діяльності, педагогічного джерелознавства й біографіки, історії освіти для науково-інформаційного забезпечення та сприяння здійсненню наукових досліджень у галузі освіти, педагогіки, психології, упровадженню досягнень науки, найкращого досвіду в практику роботи закладів освіти та їхніх структурних підрозділів – бібліотек, а також підвищенню професійного, духовного й культурного рівня педагогічних і науково-педагогічних, наукових працівників, здобувачів освіти та інших категорій користувачів.

## Напрями діяльності
Пріоритетними напрямами діяльності ДНПБ є:

## Структура
У ДНПБ функціонують:
наукові відділи:

## Наукова діяльність
Співробітниками ДНПБ розроблено теоретико-методологічні й організаційні засади системи науково-інформаційного забезпечення освіти України. За 25 років (2000–2024) виконано 16 комплексних досліджень міждисциплінарного характеру, нині виконується п’ять. Одержані наукові результати відображено в понад 3 тис.  праць (словники, методичні рекомендації, практичні посібники, оглядові, довідкові та навчальні видання, аналітичні й реферативні матеріали, статті) та апробовано під час участі працівників установи в науково-практичних заходах різного рівня. 
Поповнюються електронні ресурси: «Видатні педагоги України та світу», «Вчені НАПН України», «Віртуальний читальний зал освітянина», «Моніторинг ЗМІ», «Педагогічна наука України: бібліометричний аудит», «Фактографічна база даних “Знаменні та пам’ятні дати у сфері освіти”».
З 2018 р. результати досліджень висвітлює фахове електронне наукове періодичне видання «Науково-педагогічні студії» (категорія «Б») (головні редактори – Л. Д. Березівська, І. М. Шоробура), засновником якого є ДНПБ спільно з Хмельницькою гуманітарно-педагогічною академією. 

## Науково-інформаційна та бібліотечна діяльність
Універсальний книжковий фонд бібліотеки налічує приблизно 600 тис. документів на традиційних й електронних носіях. Згідно з постановою Кабінету Міністрів України № 1709 від 19 грудня 2001 р. видання 1850–1917 рр. (28 081 документ) віднесено до національного культурного надбання України.
В установі функціонують: загальний і дисертаційний читальні зали, читальний зал Фонду В. О. Сухомлинського, кабінет бібліотекознавства, персональний та міжбібліотечний абонемент. Із 2016 р. для розкриття й популяризації наукового об’єкта, що становить національне надбання, працює кімната-музей рідкісної книги як творча лабораторія, де здійснюється науково-дослідна, культурно-освітня та виставково-експозиційна діяльність. Створено Пункт європейської інформації «Все про Європу» за підтримки програми ЄС Еразмус+ (Жан Моне) (2017 р.), розгорнуто музейну експозицію «ДНПБ України ім. В. О. Сухомлинського: історія і сучасність» (2018 р.). 
Результати діяльності ДНПБ в інформаційному просторі презентує оновлений 2016 р. двомовний портал , через який надано доступ до галузевих ресурсів (Науково-педагогічна електронна бібліотека, електронний каталог, інформаційно-бібліографічні ресурси), міжнародних баз даних тощо. Розвивається електронний інформаційний ресурс: віртуальні читальні зали (Фонду В. О. Сухомлинського, кабінету бібліотекознавства, кімнати-музею рідкісної книги); сторінка «Бібліотечному фахівцю» (рубрики «Бібліотеки в реаліях війни», «Інформаційна та медіаграмотність»); рубрика «Пункт європейської інформації»; сторінка «Українська мова онлайн», онлайн-проєкт «Дистанційна самоосвіта бібліотечних працівників». 
Бібліотека надає такі послуги: електронна доставка документів, замовлення документів через електронний каталог на бронеполицю, довідково-консультаційна служба «Запитай бібліотекаря», індексування документів за УДК, інформаційний супровід масових заходів тощо. 
Установа організовує науково-практичні, культурно-освітні й художньо-мистецькі заходи (книжкові тематичні та персональні виставки, літературно-музичні композиції, зустрічі з діячами освіти, культури), проводить педагогічні ради, презентації, флешмоби. 

## Науково-методична діяльність
Здійснюється науково-методичне забезпечення мережі освітянських бібліотек (понад 13 тис. книгозбірень): надання консультаційно-методичної допомоги; формування електронного інформаційно-методичного ресурсу; сприяння формуванню інформаційних ресурсів освітянських бібліотек, зокрема на деокупованих територіях, а також бібліотек інших систем та відомств через безоплатний обмін і перерозподіл актуальних документів різноманітної тематики. Організовано щорічні науково-методичні семінари та тренінги спільно з науковими бібліотеками НАПН України, щорічні Всеукраїнські місячники шкільних бібліотек у межах Міжнародного місячника шкільних бібліотек, серпневі вебінари з актуальних гасел. 

## Співпраця
ДНПБ співпрацює з науковими інститутами НАПН України та НАН України, закладами освіти, КПНЗ «Київська Мала академія наук учнівської молоді», Національною бібліотекою України імені В. І. Вернадського та іншими бібліотеками, Педагогічним музеєм України, громадськими організаціями (Українською асоціацією імені Василя Сухомлинського, Українською бібліотечною асоціацією, Українським товариством Януша Корчака, громадською спілкою «Українська асоціація освіти дорослих»). З 2016 р. діє науково-методологічний семінар «Наукова бібліотека та якість сучасної освіти» (науковий керівник – Л. Д. Березівська). Установа бере активну участь у виконанні програм спільної діяльності МОН України та НАПН України, НАН України та НАПН України, Концепції національно-патріотичного виховання дітей та молоді, Концепції реалізації державної політики у сфері реформування загальної середньої освіти «Нова українська школа» тощо.

## Популяризація діяльності
ДНПБ висвітлюється на її вебпорталі , сторінці в соціальній мережі Facebook , YouTube-каналі , сайтах НАПН України й Української бібліотечної асоціації, у ЗМІ.